# 10718 Samus'
10718 Samus' è un asteroide della fascia principale. Scoperto nel 1985, presenta un'orbita caratterizzata da un semiasse maggiore pari a 2,9398615 au e da un'eccentricità di 0,1435932, inclinata di 2,55724° rispetto all'eclittica.
L'asteroide è dedicato all'astronomo russo Nikolaj Nikolaevič Samus'.